# 노동상품권
노동상품권(영어: labour voucher)은 일부 사회주의 유파에서 자본주의 사회의 화폐의 역할을 대체하기 위해 제안한 교환수단이다. 노동상품권은 노동을 통해서만 획득할 수 있으며, 재화를 구매하기 위해 사용된 노동상품권은 파기된다. 그러므로 노동상품권은 돈과 달리 순환할 수 없으며, 사람과 사람 사이에 교환할 수도 없다. 또한 노동상품권으로는 생산수단을 구매할 수 없다. 하여 노동상품권을 아무리 많이 저축해도 자본축적으로 이어지지 않는다.
노동상품권의 개념은 1820년대에 조시아 워렌과 로버트 오웬이 처음 제안했다.

## 같이 보기
- 지역화폐